# Boligee
|  | Dieser Artikel wurde aufgrund von inhaltlichen Mängeln auf der Qualitätssicherungsseite des Projektes USA eingetragen. Hilf mit, die Qualität dieses Artikels auf ein akzeptables Niveau zu bringen, und beteilige dich an der Diskussion! Eine nähere Beschreibung der zu behebenden Mängel fehlt. |

Boligee ist eine Town im Greene County im US-amerikanischen Bundesstaat Alabama. Im Jahr 2020 hatte der Ort 301 Einwohner. Die Gesamtfläche von Boligee beträgt 10,2 km².

## Geographie
Boligee liegt im Westen Alabamas im Süden der Vereinigten Staaten. Der Ort liegt knapp 30 Kilometer östlich der Grenze zu Mississippi.
Nahegelegene Orte sind unter anderem Eutaw (9 km nordöstlich), Epes (9 km südwestlich), Gainesville (10 km westlich) und Forkland (15 km südöstlich). Die nächste größere Stadt ist mit 212.000 Einwohnern das etwa 130 Kilometer nordöstlich entfernt gelegene Birmingham.

## Geschichte
Der erste weiße Siedler war John McKee 1816. Für den Ursprung des Namens gibt es mehrere Vermutungen aus der Sprache der Choctaw: balichi (deutsch: stechen, niederstechen), baluhchi (deutsch: Hickory-Rinde), abolichi (deutsch: aufprallen, treffen), apalichi (deutsch: Holzhauer), apolichi (deutsch: Korn/Getreide häufen) oder aboli ushi (deutsch: Kleines Dickicht).
Die Bevölkerung wuchs schnell heran, so wurde bereits 1833 die erste Kirche erbaut. Zu dieser Zeit befand sich das Stadtzentrum etwa 2,4 Kilometer entfernt vom heutigen Zentrum. 1838 erhielt die Stadt ein Postamt. 1853 begann der Bau einer Bahnstrecke der Northeast and Southwest Railroad, der jedoch durch den Sezessionskrieg erst 1870 fertiggestellt wurde. Um die Bahnstrecke entstand das neue Stadtzentrum, unter anderem mit einem neuen Postamt.
In den frühen 1920er Jahren baute auch die St. Louis – San Francisco Railway eine Bahnstrecke durch die Stadt, sodass im Zentrum eine Eisenbahnkreuzung entstand.
1996 erregte die Stadt Aufmerksamkeit, als drei Schwarze Kirchen niedergebrannt wurden.
Ein Bauwerk im Ort ist im National Register of Historic Places (NRHP) eingetragen (Stand 19. März 2020), das Anwesen Boligee Hill.

## Verkehr
Durch den Süden der Stadt verläuft der U.S. Highway 11, der auf einer Länge von 2647 Kilometern von Louisiana durch den Bundesstaat bis nach New York verläuft. Entlang der nördlichen Stadtgrenze verlaufen auf gemeinsamer Trasse der Interstate 20, der auf 2470 Kilometern von Texas bis nach South Carolina verläuft, sowie der Interstate 59.
Etwa 15 Kilometer östlich der Stadt befindet sich der Eutaw Municipal Airport.

## Demographie
Nach der Volkszählung 2000 hatte Boligee 369 Einwohner, die sich auf 150 Haushalte sowie 105 Familien verteilten. Die Bevölkerungsdichte betrug 36 Einwohner/km². 10,57 % der Bevölkerung waren weiß und 88,89 % schwarz. In 44 % der Haushalte lebten Kinder unter 18 Jahren. Das Durchschnittseinkommen pro Haushalt betrug 15.000 Dollar, wobei 44,9 % der Bevölkerung unterhalb der Armutsgrenze lebten.
Bis zur Volkszählung 2010 sank die Einwohnerzahl auf 328.